# Комельянс
Комельянс (итал. Comeglians) — коммуна в Италии, располагается в регионе Фриули-Венеция-Джулия, в провинции Удине.
Население составляет 583 человека (2008 г.), плотность населения составляет 34 чел./км². Занимает площадь 20 км². Почтовый индекс — 33023. Телефонный код — 0433.
Покровителем коммуны почитается святитель Николай Мирликийский, чудотворец, празднование 6 декабря.

## Демография
Динамика населения:

## Администрация коммуны
- Официальный сайт: http://www.comune.comeglians.ud.it/